# Український (Суєтський район)
Украї́нський (рос. Украинский) — селище у складі Суєтського району Алтайського краю, Росія.

## Населення
Населення — 158 осіб (2010; 188 у 2002).
Національний склад (станом на 2002 рік):
- росіяни — 86 %